# Will Cuff
Will Cuff, né en 1868 à Liverpool (Angleterre), est un entraîneur anglo-gallois, qui dirige Everton entre 1901 et 1918. Il sera par la suite président du même club entre 1921 et 1938

## Carrière d'entraîneur
- 1901-1918 : Everton